# NGC 114
NGC 114 је спирална галаксија у сазвежђу Кит која се налази на NGC листи објеката дубоког неба.
Деклинација објекта је - 1° 47' 9" а ректасцензија 0h 26m 58,2s. Привидна величина (магнитуда) објекта NGC 114 износи 13,3 а фотографска магнитуда 14,3. NGC 114 је још познат и под ознакама UGC 259, MCG 0-2-27, MK 946, KUG 0024-020A, CGCG 383-14, NPM1G -02.0005, PGC 1660.